# أندرويد 14
أندرويد 14 (بالإنجليزية: Android 14)‏ هو الإصدار الرئيسي الرابع عشر لنظام تشغيل أندرويد للهواتف المحمولة. أصدر للعامة ومشروع أندرويد مفتوح المصدر (AOSP) في 4 أكتوبر 2023. الأجهزة الأولى التي شحنت بأندرويد 14 هي بيكسل 8 وبيكسل 8 برو.

## تاريخ

شعار أندرويد 14 نسخة المطورين

أعلن عن أندرويد 14 (الذي يحمل الاسم الرمزي داخليًا "Upside Down Cake") في 8 فبراير 2023. أعلن عن أندرويد 14 في مدونة أندرويد في 8 فبراير 2023. أصدرت معاينة مطور على الفور، وكذلك خارطة طريق مع تواريخ التحديثات. احتوى هذا على معاينة مطور أخرى، والتي نشرت في 8 مارس، بالإضافة إلى أربعة نسخ تجريبية شهرية. أصدرت النسخة التجريبية الأولى في 12 أبريل، والتي تلقت إصلاحًا عاجلاً إلى النسخة التجريبية 1.1 في 26 أبريل. أصدرت النسخة التجريبية الثانية في 10 مايو، والتي تلقت أيضًا إصلاحًا عاجلاً إلى النسخة التجريبية 2.1 في 25 مايو. أصدرت النسخة التجريبية الثالثة في 7 يونيو، ووصلت الآن إلى استقرار النظام الأساسي، والتي تلقت لاحقًا إصلاحًا عاجلاً إلى بيتا 3.1 في 14 يونيو. أصدرت النسخة التجريبية في 11 يوليو. استغرق أندرويد 14 سنة واحدة وشهر واحد وأسبوعين و5 أيام منذ إصدار أندرويد 13 في 15 أغسطس 2022، متجاوزًا مدة أندرويد 9 - 10 التي بلغت سنة وأربعة أسابيع.
تتوفر الإصدارات التجريبية لأجهزة Pixel 4a (5G) و 5 و 5a و 6 و 6 Pro و 6a و 7 و 7 Pro و 8 و 8 Pro.

## المميزات

### تجربة المستخدم
بناءً على الخيار الجديد المُضاف في أندرويد 13 لتعيين اللغة للتطبيقات على حدة، وسعت هذه الميزة وأصبحت أسهل في التنفيذ للمطورين. علاوة على ذلك، أضيفت "API تصريف نحوي" جديد للمستخدمين لاختيار وفقًا لجنسهم.
سيوفر أندرويد 14 القدرة على زيادة حجم الخط بما يصل إلى 200% مقارنة بـ 130% في الإصدارات السابقة، بالإضافة إلى تحجيم الخط غير الخطي لمنع عناصر النص الكبيرة على الشاشة من التحجيم بشكل كبير جدًا، وأصبح من الممكن الآن تحديد وحدة درجة الحرارة (فهرنهايت، مئوية، أو كيلفن) التي يجب استخدامها في التطبيقات.
حصلت لغة ماتريال يو التي قدمت في أندرويد 12 والمكملة في أندرويد 13 على ألوان افتراضية منقحة في أندرويد 14. ويقدم أندرويد 14 أيضًا خيارات إضافية متعددة لتخصيص شاشة القفل، مثل أنماط الساعة والطقس.
تُظهر الرسوم المتحركة لإيماءة العودة وجهة العودة وتشير إلى متى ستغلق الإيماءة أو العودة إلى تطبيق آخر.
بالنسبة للأجهزة ذات الشاشة الأكبر، مثل الأجهزة اللوحية، وسع شريط المهام في أندرويد 14 ويعرض الآن أسماء التطبيقات المثبتة.
سيسمح أندرويد 14 بجعل الهاتف كاميرا ويب عند توصيله بجهاز كمبيوتر أو جهاز أندرويد آخر.

### عمر البطارية
تعد عمليات نظام أندرويد أكثر كفاءة مما يوفر تحسينات في عمر البطارية. بالإضافة إلى ذلك، يتوفر الآن خيار الاختيار مباشرة بين وضع توفير الطاقة ووضع توفير الطاقة الفائق.
يعرض الآن وقت استخدام الشاشة منذ آخر شحن كامل في إعدادات البطارية. يظهر استهلاك البطارية بشكل منفصل عن تطبيقات النظام والمستخدم. استبدلت هذه الميزة مع إطلاق أندرويد 12 من خلال إظهار استخدام البطارية خلال الـ 24 ساعة الماضية.

### الخصوصية والأمان
من أجل تحسين الخصوصية، يمكن للمستخدم تحديد الصور المراد للتطبيق الوصول إليها.
تحظر جوجل تثبيت التطبيقات الموجهة لإصدارات أندرويد الأقل من مارشميلو 6.0. مع أندرويد 14، لن يتمكن المستخدمون بعد الآن من تثبيت التطبيقات الموجهة لإصدار SDK 22 أو الأقدم. يهدف هذا التغيير إلى الحد من انتشار البرمجيات الخبيثة الموجهة للإصدارات القديمة من أندرويد عمدًا لتجاوز القيود الأمنية الموجودة في الإصدارات الأحدث. أضيفت علامة تثبيت ADB لتجاوز التقييد.
هناك أيضًا تغيير بسيط في وضع الضيف أو وضع المستخدمين المتعددين، حيث نقل خيار "السماح للضيف باستخدام الهاتف" إلى قائمة المستوى الأعلى. في السابق، كان هذا الخيار موجودًا خلف حساب الضيف نفسه.

### Health Connect
إحدى الميزات الجديدة لنظام أندرويد 14 دمج Health Connect، يمكن للمستخدمين الآن الوصول إليها من خلال قائمة إعدادات بيكسل الجديدة كليًا. يتوافق تطبيق Health Connect مع التطبيقات الأخرى مثل Fitbit وسامسونج هيلث وGoogle Fit.

## شكاوى مبلغ عنها
في بعض أجهزة بيكسل التي أضيف فيها ملفات تعريف مستخدمين متعددة، قد لا يتمكن المستخدم من الوصول إلى بياناته باستخدام ملف تعريفه الرئيسي، أو قد يعلق هاتفه بمرحلة التشغيل. اعترفت جوجل بالمشكلة في 30 أكتوبر ويعملون على إصلاحها.

## وصلات خارجية
- الموقع الرسمي